# 朱瞻墺

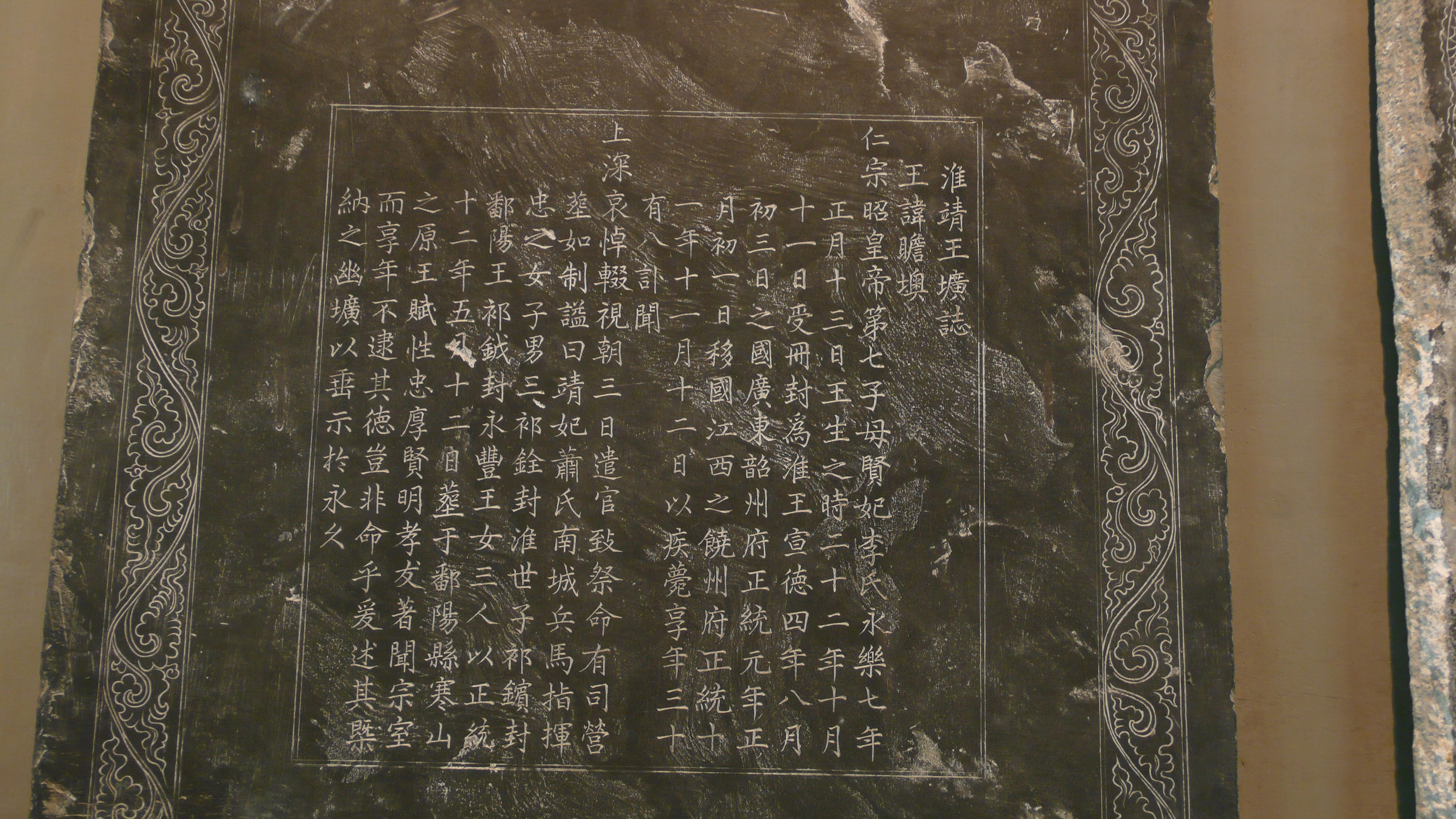
淮靖王壙誌

淮靖王朱瞻墺（1409年1月28日—1446年11月30日），是明仁宗朱高熾庶七子，母亲是李賢妃。1424年被封為淮王，1429年就藩廣東韶關。後因韶關「多瘴癘」，1436年遷藩饒州府。朱瞻墺于1446年薨逝，諡號靖王。

## 妻妾
- 淮靖王妃萧氏。南城兵马指挥萧忠之女，宣德二年十一月册为淮靖王妃，天顺四年八月初四日薨。
- 淮靖王夫人吴氏
- 淮靖王夫人安氏

## 子嗣
1. 朱祁銓：淮康王。
2. 朱祁鑌：鄱陽懷僖王，吴氏生。正統九年封，十三年薨，薨年十八。
3. 朱祁鉞：永豐恭和王，安氏生。正統九年封，成化十一年薨，薨年四十一。
4. 长女：貴溪郡主，配仪宾莫愚
5. 次女：郡主，配仪宾張鵬[1]
6. 三女：宜黃郡主，配仪宾張定[2]，天順三年正月（1459年）逝世[3]。

## 壙志
朱瞻墺与其王妃的陵墓位于今江西省鄱阳县的韩山，1970年，其墓葬出土:666。

[誌蓋]
大明淮靖王壙志

[誌文]

王讳瞻墺，仁宗昭皇帝第七子。母贤妃李氏。永乐七年正月十三日王生之时。二十二年十月十一日，受册封为淮王。宣德四年八月初三日之国广东韶州府。正统元年正月初一日，移国江西之饶州府。正统十一年十一月十二日以疾薨，享年三十有八。讣闻，上深哀悼，辍视朝三日，遣官致祭，命有司营葬如制，谥曰靖。妃萧氏，南城兵马指挥忠之女。子男三：祁銓，封淮世子；祁鑌，封鄱阳王，祁鉞，封永丰王。女三人。以正统十二年五月十二日，葬于鄱阳县寒山之原。王赋性忠厚，贤明孝友，著闻宗室。而享年不逮其德，岂非命乎！爰述其概，纳之幽圹，以垂示于永久。